# 라티파 빈트 모함메드 알막툼

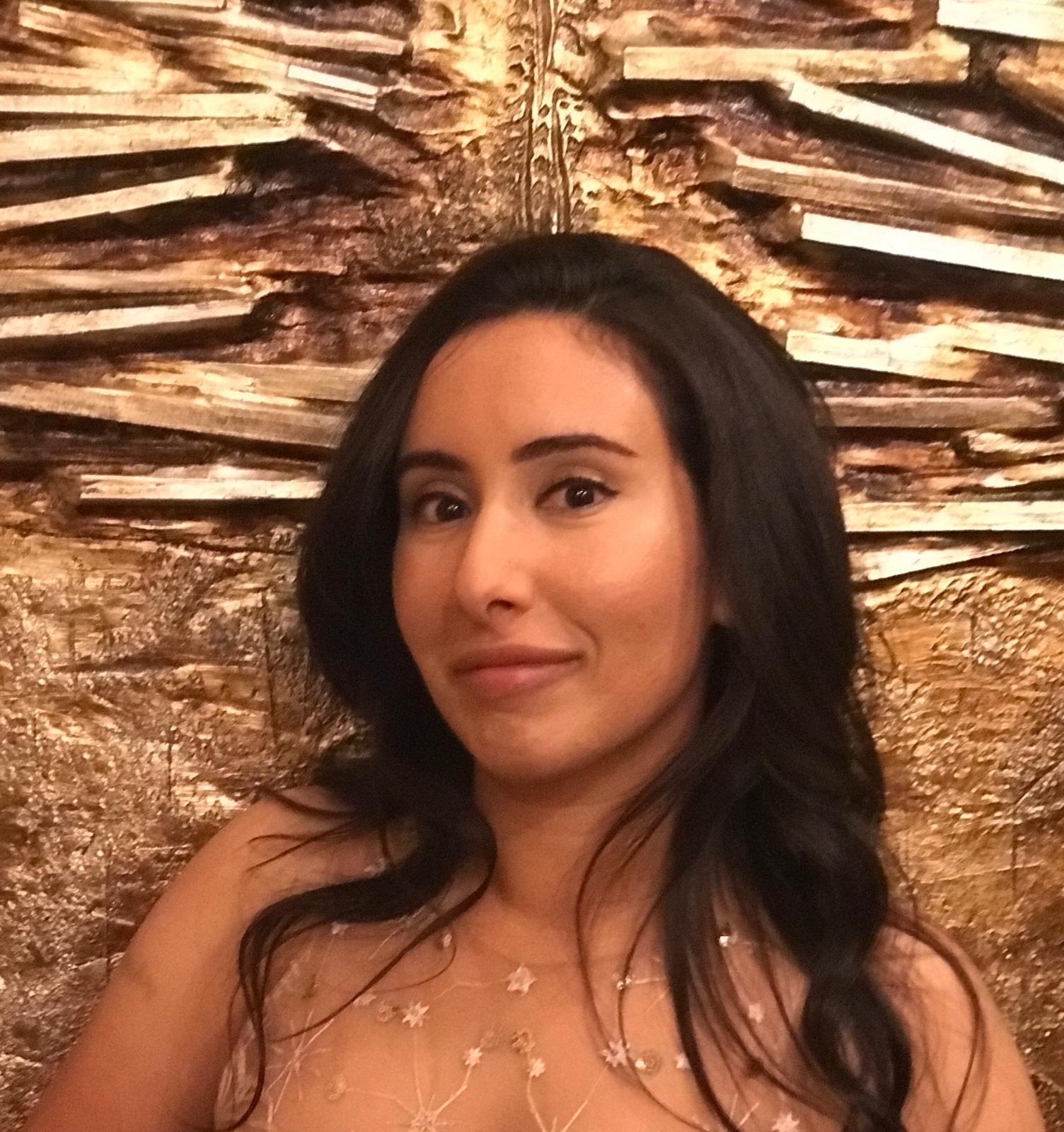

셰이카 라티파 빈트 모함메드 빈 라시드 알막툼(아랍어: شيخة لطيفة بنت محمد بن راشد آل مكتوم, 1985년 12월 5일 ~ )은 아랍에미리트의 왕실원이다. 부친 무함마드 빈 라시드 알막툼은 현재 아랍에미리트의 총리이며, 모친 후리아 아흐메드 라마라는 알제리 출신이다.
동명의 두 이복자매를 두고 있으며, 셰이하 마이타(1980년생), 셰이하 샴사(1981년생), 셰이흐 마지드(1987년생)의 동복 언니/누나이다.
2018년 2월 말 두바이를 탈출하였으나, 3월 4일 인도 해안 근처 국제 해역에서 인도-아랍에미리트 합동 작전에 의해 붙잡혀 강제 송환되었다. 12월 두바이 왕실 법원은 그가 두바이로 이미 귀국했다고 밝혔으며, 부친의 명령에 의해 강제 약물치료를 받았다고 전해지고 있다.